# 191-es busz (Prága)
A prágai 191-es jelzésű autóbusz a Na Knížecí és a Prága-Václav Havel repülőtér között közlekedik, több városrészt is összekötve, így a többi repülőtéri buszhoz képest lassabb összeköttetést teremtve a belváros és a repülőtér között.

## Útvonala
| Na Knížecí felé | Václav Havel repülőtér felé |
| --- | --- |
| Terminál 1 – Aviatická – Schengenská – Jana Kašpara – K Letišti – Fajtlova – K Letišti – Drnovská – Vlastina – Evropská – Libocká – U Hvězdy – Na Petřinách – Ankarská – Bělohorská – Tomanova – Skokanská – Atletická – Pod stadiony – Podbělohorská – Prachnerova – Vrchlického – Duškova – Mozartova – Plzeňská – Stroupežnického – Na Knížecí | Na Knížecí – Stroupežnického – Plzeňská – Podbělohorská – Pod stadiony – Atletická – Skokanská – Tomanova – Bělohorská – Ankarská – Na Petřinách – U Hvězdy – Libocká – Evropská – Vlastina – Drnovská – K Letišti – Fajtlova – K Letišti – Aviatická – Schengenská – Aviatická – Letiště |

## Megállóhelyei
| 0  | Na Knížecí végállomás              | 50 | B 120, 123, 137, 167, 231 4, 5, 7, 9, 10, 12, 15, 16, 20, 21 |
| 2  | Anděl                              | 48 | B 120, 123, 137, 167, 231 4, 5, 7, 9, 10, 12, 15, 16, 20, 21 |
| 5  | Klamovka                           | 43 | 123, 149, 167 9, 10, 15, 16, 21                              |
| 6  | Nad Klamovkou                      | 41 | 149                                                          |
| 7  | Pod Lipkami                        | ∫  | 149                                                          |
| 9  | Podbělohorská                      | 40 | 149                                                          |
| 10 | Hybšmanka                          | 38 |                                                              |
| 12 | Stadion Strahov                    | 37 | 143, 149, 176                                                |
| 13 | Diskařská                          | 35 | 149                                                          |
| 15 | Televizní věž                      | 34 |                                                              |
| 16 | Rozýnova                           | 33 |                                                              |
| 17 | U Ladronky                         | 32 |                                                              |
| 18 | Štefkova                           | 30 |                                                              |
| 20 | Vypich végállomás                  | 29 | 164, 168, 174, 180, 184, 347, 380 22, 25                     |
| 21 | Vypich                             | 28 | 164, 168, 174, 180, 184, 347, 380 22, 25                     |
| 23 | Nad Markétou                       | 27 | 168                                                          |
| 24 | Koleje Větrník                     | ∫  | 168                                                          |
| 25 | Větrník                            | 25 | 108, 164, 168 1, 2                                           |
| 26 | Petřiny                            | 24 | A 108, 164, 168 1, 2                                         |
| 27 | Sídliště Petřiny                   | 23 | 108, 164, 168 1, 2                                           |
| 30 | Libocká                            | 20 | 108, 168                                                     |
| 31 | Litovický potok                    | 19 | 108, 168                                                     |
| 33 | Divoká Šárka                       | 17 | 59 108, 225                                                  |
| 36 | Vlastina                           | 15 | 108, 225                                                     |
| 37 | Sídliště Na Dědině                 | 14 | 108, 225                                                     |
| 38 | Ciolkovského végállomás            | 13 | 225                                                          |
| 39 | Dlouhá míle                        | 12 |                                                              |
| 41 | Obchodní centrum Šestka végállomás | 9  |                                                              |
| 43 | K Letišti                          | 8  | 59 100                                                       |
| 44 | Terminál 3                         | 7  | 59 100                                                       |
| 45 | Na Padesátníku                     | 6  | 100                                                          |
| 47 | U Hangáru                          | 4  | 59 100                                                       |
| ∫  | Schengenská                        | 2  | 59 100, 319                                                  |
| ∫  | Terminál 2                         | 1  | 59 100, 319                                                  |
| 49 | Terminál 1 végállomás              | 0  | 59 AE, 100, 319                                              |
| 50 | Terminál 2                         | ∫  | 59 100, 319                                                  |
| 51 | Letiště végállomás                 | ∫  | 59 100, 319                                                  |